# V. Adorján pápa
V. Adorján (Genova, 1215 körül – Viterbo, 1276. augusztus 18.) néven lépett Szent Péter trónjára a katolikus egyház történetének 186. pápája. Alig több mint egy hónapos pontifikátusa a klérus felső részének megosztottságát tükrözi. Ráadásul a korabeli források alapján következtetni lehet arra, hogy Adorján nem biztos, hogy a legmegfelelőbb klerikus volt az egyház legfőbb hivatalának betöltésére. Mind jellemben, mind rangban elmaradt a köznép által elvárttól. Uralkodásának nem maradt fenn szinte egyetlen érdemleges momentuma sem, de a tiara előtti diplomáciai szolgálatai igen fontosak voltak.

## Élete a kezdetektől haláláig
Eredetileg Ottobuono de'Fieschi néven született 1215 körül a virágzó Genovában, nemesi családban, így a gyermek Ottobuono kiváló neveltetése mellé elsőrangú kapcsolatokat is kapott egész Európában. A befolyásos család kiváló mesterekkel taníttatta a gyermeket, aki tanulmányai után az egyház szolgálatába állt. 1243-ban a pápai kúria káplánja lett. Ebben az évben lépett a pápai trónra nagybátyja, IV. Ince pápa, akinek hatására Ottobuono egyházi karrierje is felívelt. 1251-ben a Sant'Adriano-templom fődiakónusa, majd először Parma, később 1250-ben Reims archidiakónusa lett. Egyszerre több magas hivatalt is betöltött az egyházi hierarchiában.

Később, támogató nagybátyja halála után kissé háttérbe szorult a pápai udvarban. 1265-ben IV. Kelemen Anglia pápai legátusává nevezte ki, s Londonba küldte, hogy közvetítsen III. Henrik király és a bárók között. Másodsorban Ottobuonónak az volt a feladata, hogy meghirdesse a közelgő keresztes hadjáratot. Egészen 1268-ig volt a pápa követe a távoli keresztény országban. A korabeli Angliában a pápa és ezáltal a legátus diplomáciai súlya is igen jelentős volt. Ottobuono pedig az ott töltött három éven keresztül ki is használta befolyását, és jelentős nyomot hagyott az angol történelemben. Kiemelkedő szerepe volt az 1267-ben kiadott törvénykönyv megszületésében, amelynek egyes fejezeteit kifejezetten az ő kérésére írták meg. 1268-ban pedig kánonjogi gyűjteményt szerkesztett, amely egészen a 16. századig az angol egyház joganyagának az alapját képezte.
Amikor V. Ince pápa 1276. június 22-én meghalt, a bíborosok kollégiuma a törvények szerint ült össze megválasztani az új egyházfőt. A megosztott, francia és olasz pártra szakadt klérus ezúttal is úgy választott, hogy döntésének igazán ne legyen következménye. 18 napi ülésezés után a több mint hetvenéves Ottobuonóra esett választásuk, akit még csak pappá sem szenteltek fel. Viterbo városában július 12-én született meg a döntés, és Ottobuono ekkor felvette az V. Adorján uralkodói nevet. Megválasztása után a júliusi hőség miatt elhagyta Rómát és Viterbóba ment, hogy ott készüljön felszentelésére. Pappá és püspökké szentelése azonban nem történt meg, mert alig egy hónap múltán, augusztus 18-án meghalt, így hivatalosan a Róma püspöke címet sem viselhette. Egyetlen fontos cselekedete az volt, hogy felülvizsgálta X. Gergely pápa törvényeit, amelyek közül a konklávét érintőket érvénytelenítette, de helyükre már nem volt ideje újakat alkotni, így minden maradt a régiben. Egyes források vitatják Adorján legitimitását, hiszen a törvényekkel szemben őt nem szentelték fel pappá majd püspökké. A vatikáni évkönyvek azonban egyöntetűen Adorján törvényessége mellett foglalnak állást. A San Francesco-templomban helyezték örök nyugalomra. Ezt az örök békét próbálta felborzolni Dante Alighieri, amikor megírta Isteni színjátékát. Ebben a költő alvilági útja során találkozik Adorjánnal is, aki a kapzsik és hatalomvágyók között jelenik meg, hogy örökké vezekeljen földi életének mohósága miatt.

## Művei
- nincsenek Documenta Catholica Omnia (latin nyelven). (Hozzáférés: 2011. december 6.)

## Fordítás
- Ez a szócikk részben vagy egészben  a   Pope Adrian V című angol Wikipédia-szócikk ezen változatának fordításán alapul.  Az eredeti cikk szerkesztőit annak laptörténete sorolja fel. Ez a jelzés csupán a megfogalmazás eredetét és a szerzői jogokat jelzi, nem szolgál a cikkben szereplő információk forrásmegjelöléseként.